# Minettia hyrcanica
Minettia hyrcanica är en tvåvingeart som beskrevs av Shatalkin 1999. Minettia hyrcanica ingår i släktet Minettia och familjen lövflugor.
Artens utbredningsområde är Iran. Inga underarter finns listade i Catalogue of Life.